# روپیه سری‌لانکا
یکای پول کشور سری‌لانکا روپیه (به سینهالی: රුපියල්، به تامیل: ரூபாய்) (نشان: ₨; کد ایزو ۴۲۱۷: LKR) است. هر روپیهٔ سری‌لانکا به‌طور رسمی به ۱۰۰ سنت سری‌لانکا تقسیم می‌شود. طبع و نشر این یکای پول تحت نظر بانک مرکزی سری‌لانکا صورت می‌گیرد.